# Novíkovo
Novíkovo - Новиково (rus) - és un poble de l'óblast de Bélgorod, a Rússia. El 2010 tenia 51 habitants. Pertany al districte (raion) de Stari Oskol.